# Sozialhilfe (Schweiz)
In der Schweiz wird zwischen der Sozialhilfe im weiteren Sinn und der Sozialhilfe im engeren Sinn unterschieden.

## Sozialhilfe im engeren und im weiteren Sinn
Die Sozialhilfe im weiteren Sinn umfasst alle bedarfsabhängigen Leistungen sowie die Sozialhilfe im engeren Sinn. Der Sozialhilfe im engeren Sinn vorgelagerte Bedarfsleistungen werden risikospezifisch ausgerichtet. Einen Anspruch hat, wer aufgrund einer bestimmten Lebenssituation in finanzielle Schwierigkeiten gerät. Die vorgelagerten Bedarfsleistungen sind vielfältig und unterscheiden sich je nach Kanton. Grundsätzlich lassen sich drei Gruppen von Bedarfsleistungen unterscheiden:
- Leistungen, die den Zugang zur staatlichen Grundversorgung garantieren (Ausbildungsbeiträge, Prämienverbilligung der obligatorischen Krankenversicherung etc.)
- Leistungen, die in Ergänzung zu ungenügenden oder erschöpften Sozialversicherungsleistungen (Ergänzungsleistungen zur Alters- und Invalidenversicherung, Arbeitslosenhilfe, Familienzulagen etc.) entrichtet werden.
- Leistungen, die infolge einer mangelnden privaten Sicherung (Alimentenhilfe, Wohnkostenbeihilfen etc.) zum Tragen kommen![1]

Die Sozialhilfe im engeren Sinn kommt zum Tragen, wenn ein Haushalt trotz dieser Leistungen seine Existenz nicht sichern kann. Sie ist eine öffentlich-rechtliche Sozialleistung, die im System der sozialen Sicherheit die Funktion einer Mindestsicherung des untersten Auffangnetzes innehat. Sie sichert die Existenz bedürftiger Personen, fördert ihre wirtschaftliche und persönliche Eigenständigkeit und unterstützt ihre soziale und berufliche Integration. Die Sozialhilfe leistet einen aktiven Beitrag zur Prävention und Verhinderung von Armut und damit zum sozialen Frieden in der Schweiz. Die finanziellen Leistungen der Sozialhilfe bemessen sich am individuellen Bedarf und werden nur ausbezahlt, wenn die eigenen Mittel nicht ausreichen und alle anderen Hilfen nicht oder nicht rechtzeitig erhältlich sind. Neben der wirtschaftlichen Hilfe leistet die Sozialhilfe persönliche Unterstützung im Rahmen der Sozialberatung. Die Sozialhilfe ist ein zentraler Pfeiler des sozialen Sicherungssystems in der Schweiz. Sie wird von den Kantonen gesetzlich geregelt und aus öffentlichen Geldern finanziert. Die Kantone orientieren sich bei der Ausgestaltung der Unterstützungsleistungen an den SKOS-Richtlinien. Die öffentliche
Sozialhilfe wird ergänzt durch die private Sozialhilfe von Hilfswerken und anderen Organisationen.
Die folgenden Ausführungen beziehen sich auf die Sozialhilfe im engeren Sinn.

## Gesetzliche Grundlagen

### Bundesebene

#### Grundrecht auf Hilfe in Notlagen (Art. 12 BV)
Die schweizerische Bundesverfassung garantiert jedem in der Schweiz sich aufhaltenden Menschen einen Anspruch auf Hilfe in Notlagen. Artikel 12 BV lautet: «Wer in Not gerät und nicht in der Lage ist, für sich zu sorgen, hat Anspruch auf Hilfe und Betreuung und auf die Mittel, die für ein menschenwürdiges Dasein unerlässlich sind.» Der in diesem Artikel festgeschriebene Anspruch auf Existenzsicherung bildet auf Bundesebene die wichtigste Grundlage für die Sozialhilfe. Allerdings wird keine Aussage dazu gemacht, welche Mittel für eine menschenwürdige Existenz notwendig sind. Es wird also kein Existenzminimum begründet.
Der Artikel 12 BV ist in der Praxis von Bedeutung, wenn der Sozialhilfeanspruch einer Person erlischt – insbesondere bei Ausländern ohne Aufenthaltsbewilligung und Asylsuchenden mit einem rechtskräftigen Ausweisungsbefehl.

#### Artikel 115 BV und Zuständigkeitsgesetz (ZUG)
Artikel 115 der Bundesverfassung ist eine Kompetenznorm, die bestimmt, dass die Kantone für die Unterstützung Bedürftiger zuständig sind. Die Kantone sind verfassungsrechtlich zur Regelung und zum Vollzug der Sozialhilfe verpflichtet. In Artikel 115 ist aber auch festgehalten, dass der Bund die Zuständigkeit und die Ausnahmen regeln kann. Er hat dies im Zuständigkeitsgesetz (ZUG) von 1977 geregelt. Das ZUG befasst sich mit dem Sozialhilferecht und regelt im Wesentlichen die Kostenersatzpflicht zwischen den Kantonen (hinsichtlich Unterstützungswohnsitz, Wohnkanton, Heimatkanton etc.). Weiter ist im ZUG auch die Zuständigkeit bei Schweizern mit permanentem Wohnsitz im Ausland, Ausländern, Flüchtlingen oder Staatenlosen festgehalten. Im Dezember 2012 hat das schweizerische Parlament beschlossen, das Zuständigkeitsgesetz dahingehend zu ändern, dass die Rückerstattungspflicht des Heimatkantons abgeschafft wird.

#### Gesetzgebung über die Sozialhilfe an Schweizer Staatsangehörige im Ausland
Das Gesetz über Sozialhilfe und Darlehen an Schweizer Staatsangehörige im Ausland basiert auf Art. 40 der Bundesverfassung und regelt den Anspruch auf Sozialhilfe für Personen, die ihren Wohnsitz im Ausland haben, sich seit mehr als drei Monaten dort aufhalten oder nach mindestens drei Jahren im Ausland in die Schweiz zurückkehren und auf Unterstützung angewiesen sind.

#### Sozialhilfe an Ausländer
Ausländer aus der Europäischen Union und der EFTA können nur dann Sozialhilfe erhalten, wenn sie eine gültige Aufenthaltsbewilligung besitzen und mindestens ein Jahr in der Schweiz gearbeitet haben. Im Juni 2017 befasste sich der Bundesrat mit der Frage einer stärkeren Einschränkung des Zugangs zur Sozialhilfe für Personen, die nicht Staatsangehörige von EU- oder EFTA-Staaten sind.

#### Gesetzliche Grundlagen aus dem Asylbereich
Sind Asylsuchende, vorläufig Aufgenommene, Schutzbedürftige und Flüchtlinge (während der ersten 5 bzw. 7 Aufenthaltsjahre) bzw. Personen mit einem rechtskräftigen Wegweisungsentscheid auf Leistungen der Sozialhilfe angewiesen, sind zwar die Kantone und die Gemeinden für die Ausrichtung der Leistungen zuständig, die Kosten werden aber vom Bund übernommen. Dadurch hat der Bund auch die Möglichkeit, Bestimmungen über die Entrichtung von Sozialhilfeleistungen für diese Personengruppen durchzusetzen.

### Kantonale Ebene
In jedem Kanton gibt es ein kantonales Sozialhilfegesetz, welches vom jeweiligen Parlament verabschiedet worden ist. Die Details werden durch eine Sozialhilfeverordnung geregelt. Diese wird von der kantonalen Regierung erlassen. Dadurch variiert das Sozialhilferecht von Kanton zu Kanton. Alle Kantone orientieren sich in der einen oder anderen Weise an den Richtlinien der Schweizerischen Konferenz für Sozialhilfe (SKOS).

#### SKOS-Richtlinien
Die Schweizerische Konferenz für Sozialhilfe (SKOS) ist ein privatrechtlicher Verein und Fachverband, in dessen Vorstand die kantonalen Sozialämter, Städte, Gemeinden und Regionen sowie Organisationen der privaten Sozialhilfe vertreten sind. Mitglieder der SKOS sind die Kantone, Bundesämter, Städte, Gemeinden sowie private Organisationen.
Die SKOS erlässt Richtlinien zur Berechnungsweise und zur Festlegung des individuellen Unterstützungsbudgets beim Bezug von Sozialhilfeleistungen. Diese setzen sich zusammen aus dem Grundbedarf für den Lebensunterhalt, den Wohnkosten und der medizinischen Grundversorgung sowie den situationsbedingten Leistungen. Mithilfe eines Zulagensystems wird den persönlichen Integrationsbemühungen und der individuellen Lebenslage speziell Rechnung getragen. Die Richtlinien machen zudem Angaben zur Anrechnung von Einkommen und Vermögen, zum Umgang mit finanziellen Ansprüchen gegenüber Dritten, zu Rechten und Pflichten von Sozialhilfebeziehenden sowie zu Auflagen, möglichen Sanktionen und Massnahmen zur Integration. Diese Richtlinien haben empfehlenden Charakter. Gesetzliche Verbindlichkeit erlangen sie erst durch deren Aufnahme in die kantonale Gesetzgebung, die kommunale Rechtsetzung oder die Rechtsprechung. Heute orientieren sich alle Kantone jedoch in unterschiedlicher Ausprägung an den SKOS-Richtlinien.
Die Richtlinien werden von Praktikern vorbereitet. Der Kommission «Richtlinien und Praxishilfe (RIP)» gehören über zwanzig Fachleute aus der Praxis der Sozialhilfe und Leitungen von Sozialdiensten grösserer und kleinerer Gemeinden, Städte sowie der deutsch- und französischsprachigen Schweiz an. Abgestützt werden Richtlinienänderungen zudem durch die Kommission «Rechtsfragen» aus juristischer Sicht sowie der Kommission «Sozialpolitik und Sozialhilfe» aus sozialpolitischer Perspektive. Verabschiedet werden die Richtlinien von dem Vorstand der SKOS und dem Vorstand der schweizerischen Konferenz der kantonalen Sozialdirektorinnen und Sozialdirektoren (SODK). Durch diesen Mechanismus zur Festlegung oder Revision der Richtlinien wird sichergestellt, dass die Richtlinien breit abgestützt sind.

## Organisation der Sozialhilfe
Zuständigkeit und Vollzug der Sozialhilfe sind je nach Kanton oder Gemeinde sehr unterschiedlich organisiert. Sie kann kantonal, regional oder kommunal organisiert sein. Mit der Schaffung spezialisierter Sozialdienste auf kantonaler oder regionaler Ebene oder in grossen Gemeinden und Städten, wird die Professionalisierung der Sozialhilfe verstärkt. Diese Sozialdienste leisten materielle und persönliche Hilfe in Notlagen. Es kann davon ausgegangen werden, dass heute 80–90 % aller Personen in der Schweiz im Einzugsgebiet eines solchen Sozialdienstes wohnen.
Die Sozialhilfebehörde erledigt auch Einsprachen gegen Entscheide. In zweiter Instanz befasst sich in der Regel eine kantonale Aufsichtsbehörde damit. Als letzten Schritt können rekurrierende Personen auch an die zuständigen Gerichte gelangen.

## Zahlen
Gesamtschweizerisch haben 2014 261'983 Personen Leistungen der Sozialhilfe bezogen. Das sind 3,2 % der Schweizer Bevölkerung. Zwischen 2009 und 2014 hat sich die Sozialhilfequote kaum verändert. Es gibt aber grosse Unterschiede zwischen den Kantonen. Städtisch geprägte Kantone haben eine höhere Sozialhilfequote als ländlich geprägte Gebiete. Besonders häufig auf Sozialhilfe angewiesen sind junge Erwachsene, Personen mit einem tiefen Bildungsniveau, Alleinerziehende sowie Ausländer.
Sozialhilfequote nach Altersklassen (2014):
- 00–17 Jahre, 5,2 %
- 18–25 Jahre, 3,9 %
- 26–35 Jahre, 3,9 %
- 36–45 Jahre, 3,6 %
- 46–55 Jahre, 3,3 %
- 56–64 Jahre, 2,7 %
- 65–79 Jahre, 0,2 %
- 80+ Jahre, 0,3 %

Sozialhilfequote nach Nationalität (2014):
- Schweizer, 2,2 %
- Ausländer, 6,3 %

Unterstützungseinheiten nach Haushaltsstruktur (2014):
- 65,5 % aller Fälle betreffen Einpersonenfälle
- 18,6 % aller Fälle betreffen Alleinerziehende
- 10,5 % aller Fälle betreffen Paare mit Kindern
- 5,3 % aller Fälle betreffen Paare ohne Kinder

44,2 % aller Sozialhilfebeziehenden verfügen über keine berufliche Ausbildung (2014).
Für 53,5 % aller Sozialhilfedossiers war die Sozialhilfe die einzige Einkommensquelle. In 27,5 % der Fälle musste die Sozialhilfe ein Erwerbseinkommen ergänzen. Lag das Erwerbspensum bei 90 % oder mehr, spricht man von Working Poor.

## Geschichte

### Mittelalter
Im Mittelalter war die Sozialhilfe, damals als Armenfürsorge bezeichnet, eine Sache der Kirchen, welche Almosen an Bedürftige verteilten. Religiöse Orden führten einfache Spitäler und Hospizen, wo die Armen kostenlos behandelt wurden. Im Spätmittelalter begannen die Dörfer und Städte selber solche Armenhäuser zu unterhalten.

### 16. bis 19. Jahrhundert
1551 entschied die Tagsatzung der Alten Eidgenossenschaft, dass jede Gemeinde oder Pfarrei für ihre eigenen Armen aufkommen solle. Dies entsprach auch der Entwicklung in England und Frankreich: Die Armen sollen dort bleiben, wo sie sind. Ebenso war man der Ansicht, dass Armen dort geholfen werden sollte, wo ihre Bedürfnisse bekannt sind – nämlich dort, wo sie leben. Wurde ein Schweizer «armengenössig», also unterstützungsbedürftig, so hatte die Heimatgemeinde für ihn aufzukommen.
Die Tagsatzung beschloss 1681, dass der Heimatort eines Armen für dessen Unterstützung aufkommen soll. Dadurch wurde die Verantwortung über Arme, Nichtsesshafte und Obdachlose oft einfach abgeschoben, und in manchen Gemeinden machten diese Randgruppen bis zu 10 % der Bevölkerung aus.
Die notorische Geldknappheit änderte sich erst im 18. Jahrhundert, als die Gemeinden Fonds aus Schenkungen und Bussgeldern eröffneten, um flüssige Mittel für die Armen zur Verfügung zu haben. Gleichzeitig wurde öfters das Prinzip angewandt, dass die Verwandten von Notleidenden für deren Unterstützungen aufkommen mussten.
Die Regelung mit dem Heimatort führte zuweilen zu einer gewissen Diskriminierung, da man seinen Heimatort nicht verlieren kann. Einen zweiten oder einen dritten Heimatort zu erwerben, war und ist nur durch eine kostspielige Einbürgerung am neuen Wohnort möglich. Der Vermehrung der Armen versuchte man teilweise auch mit Heiratsverboten Herr zu werden, was mit der Verfassung von 1874, die eine Unterscheidung der Menschen nach sozialer Situation untersagte, beendet wurde. Noch bis Ende des 19. Jahrhunderts erhielten jedoch Fürsorgeabhängige Geld, um nach Amerika auszuwandern. Als «Gegenleistung» wurde der Arme für heimatlos erklärt, so dass keine Schweizer Gemeinde mehr für ihn aufkommen musste.
In der zweiten Hälfte des 19. Jahrhunderts begannen die ersten Kantone, Gesetze über Fürsorgeleistungen zu schaffen; 1920 existierten schliesslich in allen Schweizer Kantonen solche Regelungen. Eine entscheidende Änderung begann 1857, als der Kanton Bern entschied, dass neu die Wohnortgemeinde, aber nicht mehr der Heimatort für die Unterstützung Armer zuständig ist, obwohl damals noch 59 % der Menschen im Heimatort wohnten. Bis 1939 haben alle Kantone die Wohnortregelung übernommen. Nur noch bei offensichtlich wohnsitz- und obdachlosen Bedürftigen muss der Heimatort für das Existenzminimum aufkommen.

### 20. Jahrhundert
Nach dem Ersten Weltkrieg entstanden besondere Ausbildungsgänge, um die ersten Sozialarbeiter auszubilden. Sie leiteten Heime für Waisen und Behinderte. 1948 wurde die AHV eingeführt, die zusammen mit der IV und der EO einen Teil der vorherigen Armenfürsorge übernimmt.

## Grundprinzipien der Sozialhilfe
- Wahrung der Menschenwürde: Die Sozialhilfe wurzelt im verfassungsmässig geschützten Recht auf ein menschenwürdiges Dasein. Ihre Hauptaufgabe ist, dem einzelnen, bedürftigen Individuum das Nötigste zum Leben zu gewährleisten und es nachhaltig von seiner spezifischen Notlage zu befreien.
- Subsidiarität: Sozialhilfe wird gewährt, wenn Bedürftige sich nicht selbst helfen können und wenn Hilfe von dritter Seite nicht oder nicht rechtzeitig erhältlich ist. Die hilfebedürflige Person hat Anrecht auf eine umfassende Abklärung der persönlichen und sozialen Situation.
- Individualisierung: Sozialhilfeleistungen werden dem Einzelfall angepasst. Unterstützte Personen sind materiell nicht besser zu stellen als nicht unterstützte Personen, die in bescheidenen wirtschaftlichen Verhältnissen leben. Das oberste Ziel ist die Sicherung der Autonomie der Betroffenen bei bestmöglicher Integration ins berufliche und soziale Umfeld.
- Leistung und Gegenleistung: Die Gewährung der Sozialhilfe ist an die Mitwirkung der Hilfesuchenden gebunden. Bemühungen in Form von Erwerbsarbeit oder gemeinnütziger Tätigkeit werden berücksichtigt, indem ein Freibetrag oder eine Zulage gewährt wird.[21]
- Finalprinzip: Die Sozialhilfe wird unabhängig von einem Grund, der zur Armut führte, ausgerichtet. Das Wörterbuch der Sozialpolitik definiert es so:

„Wird eine Leistung ausgerichtet, weil ein Bedarf eingetreten ist, spricht man von Finalität. Die Ursachen, welche zu diesem Bedarf geführt haben, spielen keine Rolle. Zu den klassischen finalen Systemen gehören die öffentliche und die private Sozialhilfe. Unter den Sozialversicherungen zählt man AHV, IV, EL und die berufliche Vorsorge zu den finalen Systemen. Sie knüpfen zwar an ein bestimmtes Risiko an (Alter, Tod, Invalidität), unterscheiden aber nicht nach dessen Ursache (Unfall oder Krankheit).“

## Leistungen
Die Sozialhilfe ist eine Bedarfsleistung. Das heisst, es wird im Einzelfall abgeklärt, ob eine Person bzw. ein Haushalt in der Lage ist, seine Ausgaben mit den zur Verfügung stehenden Mitteln zu decken. Wenn dies nicht der Fall ist, erhält der Haushalt Sozialhilfe. Bei Wohngemeinschaften, bei welchen nicht unbedingt eine gegenseitige Unterstützungspflicht gilt, werden die Situationen getrennt betrachtet. Die Sozialhilfe leistet wirtschaftliche Unterstützung und, im Rahmen der Sozialberatung, persönliche, d. h. beratende Hilfe.

### Wirtschaftliche Sozialhilfe

#### Berechnung des Bedarfs/berücksichtigte Ausgaben
Ein Haushalt hat Anspruch auf den Grundbedarf, die Wohnkosten für eine angemessene Wohnung und die
Gesundheitskosten. Dazu können weitere situationsbedingte Leistungen kommen für Ausgaben wie die
familienergänzende Kinderbetreuung, Berufsauslagen etc.
Gemäss SKOS-Richtlinien (neue Beträge ab 1. Januar 2016) beträgt der Grundbedarf (CHF):
- 1 Person CHF 1'031.00
- 2 Personen CHF 1'577.00 (789.00 pro Person)
- 3 Personen CHF 1'918.00 (639.00 pro Person)
- 4 Personen CHF 2'206.00 (552.00 pro Person)
- 5 Personen CHF 2'495.00 (499.00 pro Person)
- pro weitere Person + CHF 209.00

Aus dem Grundbedarf sind folgende Ausgabenpositionen zu begleichen:
- Nahrungsmittel, Getränke und Tabakwaren
- Bekleidung und Schuhe
- Energieverbrauch (Elektrizität, Gas etc.) ohne Wohnnebenkosten
- Laufende Haushaltsführung (Reinigung/Instandhaltung von Kleidern und Wohnung) inkl. Kehrichtgebühren
- Kleine Haushaltsgegenstände
- Gesundheitspflege ohne Selbstbehalte und Franchisen (z. B. selbst gekaufte Medikamente)
- Verkehrsauslagen inkl. Halbtaxabo (öffentlicher Nahverkehr, Unterhalt Velo/Mofa)
- Nachrichtenübermittlung (z. B. Telefon, Post)
- Unterhaltung und Bildung (z. B. Konzession Radio/TV, Sport, Spielsachen, Zeitungen, Bücher, Schulkosten, Kino, Haustierhaltung)
- Körperpflege (z. B. Coiffeur, Toilettenartikel)
- Persönliche Ausstattung (z. B. Schreibmaterial)
- Übriges (z. B. Vereinsbeiträge, kleine Geschenke, auswärts eingenommene Getränke und Speisen)

Die Sozialhilfe entrichtet nur Unterstützungen für laufende Ausgaben. Die Sozialhilfe finanziert nicht den Besitz, Unterhalt und Gebrauch von Personenwagen, sofern sie nicht dem Erhalt der Arbeitstätigkeit dienen oder vom gesundheitlichen Aspekt her notwendig sind, etwa bei Gehbehinderungen. Die Sozialhilfe saniert auch keine Schulden.
Bei medizinischen Behandlungen übernimmt die Sozialhilfe die Jahresfranchise sowie den Selbstbehalt der Krankenkasse. Ungedeckte, aber unerlässliche Behandlungskosten werden ebenfalls bezahlt. Zahnbehandlungen müssen einfach, wirtschaftlich und zweckmässig sein. Sicherheitshalber ist der zuständigen Behörde vor der Einwilligung zu einer Behandlung durch den Sozialhilfeempfänger ein Kostenvoranschlag, falls möglich per Einschreiben, zuzustellen. Die Behörde kann diesen durch einen Vertrauensarzt, welcher gegenüber dieser zur ärztlichen Schweigepflicht verpflichtet ist, auf Plausibilität überprüfen lassen, muss die dadurch entstandenen Kosten jedoch selbst tragen, wenn die angeordnete Untersuchung durch den Vertrauensarzt der Behörde ungerechtfertigterweise erfolgte.
Zusätzliche Auslagen für Ferien werden von der Sozialhilfe nicht bezahlt. Sozialhilfeempfangende können das ihnen zur Verfügung gestellte Unterstützungsgeld jedoch relativ autonom einsetzen und sich unter Verzicht auf andere Ausgaben in beschränktem Masse auch kleinere Ausflüge ermöglichen. In speziellen Fällen kann der Sozialdienst private Stiftungen für Beiträge an Erholungsreisen anfragen.
Weitere Informationen darüber, was die Sozialhilfe übernimmt und was nicht, kann der Website der SKOS entnommen werden.

#### Anrechnung von Einkommen und Vermögen
Auf der Einnahmeseite der Bedarfsrechnung werden grundsätzlich alle zur Verfügung stehenden Mittel angerechnet, also Erwerbseinkommen, andere Sozialleistungen und Vermögen.
Auf das Erwerbseinkommen wird ein Einkommensfreibetrag gewährt, das heisst, ein Teil des Einkommens wird nicht angerechnet. Wie hoch dieser Betrag ist, variiert von Kanton zu Kanton. In der Regel liegt der Freibetrag zwischen 200 und 600 Franken.
Das Vermögen ist bis auf einen Vermögensfreibetrag aufzubrauchen. Bei Einzelpersonen liegt dieser bei 4‘000 Franken, bei Paaren bei 8‘000 Franken und bei einem Kind bei 2‘000 Franken. Verzichtbare Wertsachen, Immobilien, teure Autos und ähnliches sind zu veräussern, um möglichst lange vom eigenen Kapital leben zu können. Finanzielle Ansprüche gegenüber Dritten (Taggelder, Alimente etc.) müssen vom Sozialhilfebeziehenden zwingend eingefordert werden.
Besteht Anspruch auf Sozialhilfe, kann bei den Verwandten in auf- und absteigenden Verwandtschaftsbeziehungen die Verwandtenunterstützung eingefordert werden. Geschwister sind nicht unterstützungspflichtig, wohl aber Ehepartner. Die Verwandtenunterstützung ist in den Artikeln 328 und 329 des Zivilgesetzbuches (ZGB) geregelt. Seit der Revision der SKOS-Richtlinien im Dezember 2008 wird für diese Forderung – gestützt auf einen Bundesgerichtsentscheid – ein gehobener Lebensstandard der Verwandten vorausgesetzt. Bei Einzelpersonen empfiehlt die SKOS eine Einkommensgrenze von 10‘000, bei Ehepaaren von 15‘000 Franken pro Monat. Der Vermögensfreibetrag wird bei 250‘000 bzw. bei 500‘000 Franken empfohlen. Die Verwandtenunterstützung wird in den Kantonen sehr unterschiedlich angewendet.

### Persönliche Sozialhilfe
Im Rahmen der Sozialberatung wird das Ziel verfolgt, zusammen mit den Menschen, die von vorübergehendem oder dauerhaftem gesellschaftlichen Ausschluss bedroht oder betroffen sind, den Zugang zu den verschiedenen Funktionssystemen der Gesellschaft wieder zu finden. Mit Methoden wie bspw. dem Ansatz des Empowerments versucht die Soziale Arbeit, die Sozialhilfebeziehenden zu einer möglichst selbstbestimmten Lebensführung zu befähigen. Dabei gehen die Sozialarbeitenden ressourcenorientiert vor und sehen ihre Klienten als autonome, reflektiert handelnde Menschen. Vielfach steht die berufliche Integration im Vordergrund, aber auch der sozialen oder gesellschaftlichen Integration sollte grosse Beachtung geschenkt werden, denn so können, nebst der Wahrung der Menschenwürde, Folgeschäden für die Betroffenen wie auch die öffentliche Hand beschränkt werden. Und nicht selten ist die soziale Integration der erste Schritt hin zur beruflichen Integration.
Die heutige Sozialhilfe ist eine aktivierende. Mittels Angeboten und Anreizen sollen Sozialhilfeempfangende zu Arbeits- und Integrationsleistungen motiviert werden. In den SKOS-Richtlinien sind Anreizelemente für erwerbstätige Sozialhilfebeziehende vorgesehen oder für jene, die sich besonders um ihre berufliche und soziale Integration bemühen. Nehmen Sozialhilfebeziehende eine Erwerbstätigkeit auf oder dehnen sie ihre aktuelle berufliche Tätigkeit aus, erhalten sie einen Einkommensfreibetrag auf ihr Lohneinkommen.
Die Integrationszulagen stehen zudem für Nicht-Erwerbstätige zur Verfügung, die Leistungen zur beruflichen und sozialen Integration erbringen.

## Rechte und Pflichten der Sozialhilfebeziehenden
Sozialhilfebeziehende haben Rechte und Pflichten, die sich aus den Zielsetzungen und Grundprinzipien der Sozialhilfe ableiten lassen.
Die betroffene Person hat Recht darauf, dass ihre zivilrechtliche Rechts- und Handlungsfähigkeit nicht eingeschränkt wird. Die unterstützte Person hat zudem ein Recht auf Gehör und Akteneinsicht. Weiter müssen die Entscheide der Sozialhilfeorgane schriftlich verfügt und begründet werden. Schliesslich haben die Betroffenen ein Anrecht darauf, dass ihnen die Möglichkeit gegeben wird, ihre Situation selbständig zu verbessern.
Zu den Pflichten Sozialhilfebeziehender gehört, bei der Abklärung der Bedürftigkeit wahrheitsgetreu über ihre Einkommens-, Vermögens- und Familienverhältnisse Auskunft zu geben. Jegliche Veränderungen der finanziellen und persönlichen Verhältnisse müssen gemeldet werden. Sozialhilfebeziehende müssen zudem nach Möglichkeit zur Verminderung ihrer Notlage beitragen. Dies beinhaltet insbesondere die Pflicht nach der Suche oder Aufnahme einer zumutbaren Erwerbstätigkeit sowie Teilnahme an sozialen und beruflichen Integrationsmassnahmen sowie die Pflicht zur Geltendmachung von Drittansprüchen.

### Sanktionen
Werden diese Pflichten schuldhaft verletzt, kann der Grundbedarf für den Lebensunterhalt um maximal 30 Prozent sowie Zulagen für Leistungen (Einkommensfreibetrag und Integrationszulagen) gekürzt bzw. gestrichen werden. Kürzungen müssen zwingend verhältnismässig sein und in einer anfechtbaren Form verfügt werden.
In der Praxis kann für Armutsbetroffene der Zugang zur Sozialhilfe mit vielen bürokratischen Hürden verstellt sein, insbesondere für Leute mit chronischer Krankheit und/oder seelischen Problemen. Bei letzteren ist nicht selten sexuelle Ausbeutung oder Drogenkonsum oder beides eine wesentliche Mit-Ursache. Die Erfüllung behördlicher Auflagen bedarf einer minimalen Fähigkeit auf Seiten der Betroffenen, sie auch erfüllen zu können. Ist dies nicht der Fall, dreht sich ihr Schicksal in einer verhängnisvollen Abwärts-Spirale. Diese Menschen benötigen eine intensive Begleitung, um wieder herauszukommen.

### Rückerstattung der Leistung
Bei der Rückerstattung von Sozialhilfeleistungen ist zwischen rechtmässig und unrechtmässig bezogenen Leistungen zu unterscheiden.
Wenn sich die finanzielle Lage von (ehemaligen) Sozialhilfebeziehenden massiv verbessert, können rechtmässig bezogene Sozialhilfeleistungen von der öffentlichen Hand zurückgefordert werden. Inwiefern und in welchem Umfang solche Rückerstattungen eingefordert werden, ist stark von der kantonalen Gesetzgebung abhängig.
Hat jemand unrechtmässig Sozialhilfeleistungen bezogen oder sie nicht korrekt verwendet, muss er diese ebenfalls zurückerstatten. Insbesondere wenn jemand während des Bezugs von Sozialhilfe arbeitet und Geld verdient, muss er dieses Einkommen gegenüber der Sozialhilfebehörde deklarieren; so können die Leistungen angepasst werden. Wer diesen Pflichten arglistig nicht nachkommt, riskiert wegen Betrugs angezeigt zu werden.

#### Schuldanerkennung
Selbst wenn eine ehemals bedürftige Person nicht zu Vermögen gekommen ist, um die Sozialhilfeleistungen zurückzubezahlen, aber gerade knapp über die Runden kommt, mehren sich Beschwerden, dass einige Gemeinden damit anfangen — vermehrt im Kanton St. Gallen —, sogenannte Schuldanerkennungen unterschreiben zu lassen, damit eine Gemeinde auf einfacherem Weg die Betreibung einleiten kann. Dies sei im Widerspruch zum Willen des Gesetzgebers, der vorsieht, einmal unterstützte Personen nicht durch lebenslange Schulden bei der entsprechenden Behörde zu belasten. Es wird geraten, solche Schuldanerkennungen nicht zu unterschreiben und einen Rechtsvorschlag zu erheben, falls trotzdem eine Betreibung eingeleitet wird.
Mit einer Schuldanerkennung bezweckt eine Gemeinde, dass die in den meisten Kantonen anerkannte Rückerstattungspflicht von maximal 15 Jahren unterbrochen und dadurch wieder von vorne zu laufen beginnt.

### Workfare
Um dem bereits in den 80er-Jahren in den USA, Kanada und Grossbritannien vollzogenen Paradigmenwechsel zu «Welfare-to-work» («Workfare») auch in der Schweiz gerecht zu werden, wird seit spätestens der Revision der SKOS-Richtlinien im Jahr 2005 auch in der Schweiz «die materielle Absicherung im Falle drohender Armut neu systematisch an die Bedingung geknüpft, dass dafür von Seiten der Sozialleistungsbeziehenden wo immer möglich sogenannte Gegenleistungen erbracht, das heisst, irgendwie definierte Arbeiten verrichtet werden müssen».

#### Sozialfirmen
Zur Teilnahme an Workfare-Programmen werden Bezüger unabhängig von ihrem erwerbsfähigen Gesundheitszustand verpflichtet. Vielfach beinhalten diese (relativ einfachen) Tätigkeiten in u. a. die Verwertung von Rohstoffen (beispielsweise Computer-Teile), Nähaufträge, Hauswirtschaft (Wäsche und Küche), Büroarbeiten (wie Administration desjenigen Betriebes, künstliche Nachbildung von Kundenaufträge) oder auch Informatik-Aufgaben (zur Weiterbildung) oder -Kundenaufträge. Sozialhilfebeziehende werden — wie auch generell Arbeitslosengeld- und IV-Leistungsbeziehende — nach ihrer körperlichen und mentalen Verfassung solchen Arbeiten in entsprechenden Werkstätten, Büros oder internen Personalrestaurants in staatlichen Institutionen (als «zweiter Arbeitsmarkt» nicht gewinnorientiert) oder privatrechtlich (als im «ersten Arbeitsmarkt» tätige Unternehmen meistens gewinnorientiert) organisierten Sozialfirmen zugeteilt. Mit im Angebot einer solchen Sozialfirma steht meistens ein Training bei der Stellensuche und eine Berufsberatung.